# اپوکا (مجله برزیلی)
اپوکا یک مجله خبری و تحلیلی هفتگی برزیلی است. این مجله در مه ۱۹۹۸ شروع به کار کرد.این مجله توسط انتشارات گلوبو منتشر می‌شود، گلوبو بخشی از گروه رسانه‌ای گروه گلوبو است. سبک اپوکا بر اساس طراحی مجله آلمانی فوکوس تنظیم شده که روی استفاده از تصاویر و گرافیک تأکید دارد و حتی آرم‌های آنها شباهت‌هایی با هم دارند.

## تیراژ
در سال ۲۰۱۰، تیراژ ۴۰۸۰۰۰ نسخه بود. در سال ۲۰۱۲ به ۳۸۹۰۰۰ نسخه کاهش پیدا کرد و اندکی بعد به ۳۹۳۰۰۰ در سال ۲۰۱۳رسید. از سال ۲۰۱۸، بیش از ۵۰۰۰۰۰ نسخه در هفته منتشر می‌شود و ۵٫۹ میلیون کاربر دیجیتال منحصر به فرد دارد.

## خدمات تحویل‌دهی
از آغاز سال ۲۰۱۸، مشترکان مجله‌های اپوکا، گلوبو، و والور اکونومیست در روزهای جمعه نسخه‌های کامل آن را دریافت می‌کنند.